# Allan Francis John Harding
Allan Francis John Harding , 1 baron Harding of Petherton, britanski feldmaršal, * 10. februar 1896, South Petherton, Somerset, Anglija, † 20. januar 1989, Nether Compton, Dorset, Anglija.